# The Eternal City (film 1923)
The Eternal City è un film muto del 1923 diretto da George Fitzmaurice. La storia è un adattamento del lavoro teatrale The Eternal City (1902) di Sir Thomas Henry Hall Caine (tratta dall'omonimo romanzo di Caine del 1900, pubblicato in Italia con il titolo La città eterna). Era già stata portata sullo schermo nel 1915 in The Eternal City di Edwin S. Porter e Hugh Ford.
Nel film si racconta un triangolo amoroso nei giorni immediatamente precedenti alla marcia su Roma del ’22. Una ragazza chiamata Roma è contesa tanto dall’eroe, il fascista David Rossi, quanto dall’antagonista e leader comunista, il barone Bonelli.

## Trama
David Rossi è un orfano accudito da un senzatetto, Bruno, fino a quando non viene adottato dal ricco dottor Roselli che lo cresce con sua figlia, Roma. Una volta cresciuti David e Roma si fidanzano. Il dottor Roselli muore e David e Bruno si arruolano nell'esercito quando scoppia la guerra. Roma diventa una scultrice, sostenuto dal barone Bonelli, che segretamente è il capo della sezione romana del partito comunista. Di ritorno dalla guerra, David diventa un seguace di Benito Mussolini. Seguono complicazioni quando David scopre che la sua fidanzata è sostenuta dal barone Bonelli, suo acerrimo nemico.

## Produzione
Il film fu girato a New York e a Roma, prodotto dalla Samuel Goldwyn Company.

## Distribuzione
Distribuito dalla Associated First National Pictures, Incorporated, il film fu presentato in prima a Los Angeles il 17 dicembre 1923. Il 20 gennaio, fu presentato al Mark Strand Theatre di New York.
Il film è stato proiettato in versione restaurata alle Giornate del Cinema Muto di Pordenone nel 2014.

### Date di uscita
IMDb
- USA	17 dicembre 1923	 (Los Angeles, California)
- USA	20 gennaio 1924	 (New York City, New York)
- Colombia	19 settembre 1924	 (Barranquilla)
- Finlandia	27 ottobre 1924
- Giappone	13 novembre 1925

Alias
- La ciudad eterna	Spagna